# Eastville, Lincolnshire
Eastville är en ort och civil parish i Storbritannien.   Den ligger i grevskapet Lincolnshire och riksdelen England, i den sydöstra delen av landet, 180 km norr om huvudstaden London. Eastville ligger 4 meter över havet och antalet invånare är 210.
Terrängen runt Eastville är platt. Runt Eastville är det ganska tätbefolkat, med 120 invånare per kvadratkilometer. Närmaste större samhälle är Boston, 15,0 km sydväst om Eastville. Trakten runt Eastville består till största delen av jordbruksmark.